# Campeonato da Bélgica de Ciclismo em Pista
Os campeonatos da Bélgica de ciclismo em pista estão organizados pela Real liga velocipédica belga.

## Palmarés masculino

### Americana ou Madison
| Ano  | Vencedor                            | Segundo                                   | Terceiro                                        |
| ---- | ----------------------------------- | ----------------------------------------- | ----------------------------------------------- |
| 1955 | Rik Van Steenbergen Stan Ockers     |                                           |                                                 |
| 1961 | Rik Van Steenbergen Émile Severeyns |                                           |                                                 |
| 1962 | Rik Van Steenbergen Émile Severeyns |                                           |                                                 |
| 1963 | Lucien Demunster Gilbert Maes       | Gustave Desmet Charles Rabaye             | Arthur Decabooter Willy Vannitsen               |
| 1964 | Gilbert Maes Lucien Demunster       |                                           |                                                 |
| 1965 | Theo Verschueren Robert Lelangue    |                                           |                                                 |
| 1966 | Patrick Sercu Eddy Merckx           |                                           |                                                 |
| 1968 | Patrick Sercu Eddy Merckx           |                                           |                                                 |
| 1969 | Patrick Sercu Rik Van Looy          |                                           |                                                 |
| 1970 | Patrick Sercu Norbert Seeuws        |                                           |                                                 |
| 1971 | Patrick Sercu Jean-Pierre Monseré   |                                           |                                                 |
| 1972 | Patrick Sercu Roger De Vlaeminck    |                                           |                                                 |
| 1973 | Patrick Sercu Julien Stevens        |                                           |                                                 |
| 1974 | Patrick Sercu Eddy Merckx           |                                           |                                                 |
| 1975 | Patrick Sercu Eddy Merckx           |                                           |                                                 |
| 1976 | Patrick Sercu Eddy Merckx           |                                           |                                                 |
| 1977 | Patrick Sercu Ferdi Van Den Haute   |                                           |                                                 |
| 2003 | Steven De Neef Wouter Van Mechelen  |                                           |                                                 |
| 2004 | Steven De Neef Andries Verspeeten   |                                           |                                                 |
| 2005 | Kenny De Ketele Steve Schets        |                                           |                                                 |
| 2007 | Kenny De Ketele Iljo Keisse         |                                           |                                                 |
| 2008 | Kenny De Ketele Iljo Keisse         | Nicky Cocquyt Ingmar De Poortere          | Tim Mertens Davy Tuytens                        |
| 2009 | Kenny De Ketele Iljo Keisse         |                                           |                                                 |
| 2010 | Ingmar De Poortere Steve Schets     | Gert-Jan Van Immerseel Maarten Vlasselaer | Ken De Fauw Moreno De Pauw                      |
| 2011 | Gert-Jan Van Immerseel Iljo Keisse  |                                           |                                                 |
| 2012 | Nicky Cocquyt Moreno De Pauw        | Jasper De Buyst Tim Mertens               | Steve Schets Gert-Jan Van Immerseel             |
| 2013 | Jasper De Buyst Iljo Keisse         | Nicky Cocquyt Moreno De Pauw              | Jonas Rickaert Otto Vergaerde                   |
| 2014 | Jasper De Buyst Kenny De Ketele     | Moreno De Pauw Otto Vergaerde             | Killian Michiels Matthias Van Beethoven         |
| 2015 | Nicky Cocquyt Moreno De Pauw        | Killian Michiels Matthias Van Beethoven   | Francesco Van Coppernolle Ruben Van Raepenbusch |
| 2016 | Kenny De Ketele Moreno De Pauw      | Lindsay De Vylder Jochen Deweer           | Arne De Groote Matthias Van Beethoven           |
| 2017 | Kenny De Ketele Moreno De Pauw      | Lindsay De Vylder Robbe Ghys              | Bryan Boussaer Jules Hesters                    |
| 2018 | Robbe Ghys Moreno De Pauw           | Jules Hesters Fabio Van den Bossche       | Bryan Boussaer Nicolas Wernimont                |
| 2019 | Moreno De Pauw Lindsay De Vylder    | Kenny De Ketele Robbe Ghys                | Jules Hesters Fabio Van den Bossche             |

### Corrida por pontos
| Ano  | Vencedor              | Segundo                | Terceiro            |
| ---- | --------------------- | ---------------------- | ------------------- |
| 1980 | Tim de Peuter         |                        |                     |
| 1981 | Dirk Heirweg          | Patrick Sercu          | Michel Vaarten      |
| 1982 | Dirk Heirweg          | Dirk Baert             | Benny Schepmans     |
| 1990 | Cédric Mathy          | Johnny Dauwe           | Rik Van Slycke      |
| 1993 | Gunther De Winne      | Etienne De Wilde       | Eddy Torrekens      |
| 1994 | Lorenzo Lapage        | Etienne De Wilde       | Cédric Mathy        |
| 1995 | Rik Van Slycke        | Lorenzo Lapage         | Johan Dhaenens      |
| 1996 | Björn Nachtergaele    | Patrick Van Hoolandt   | Tom Jacobs          |
| 1997 | Tim De Peuter         | Olivier Louchaert      | Björn Nachtergaele  |
| 1998 | Björn Nachtergaele    | Patrick Van Hoolandt   | Wim Van Rengen      |
| 1999 | Tom Jacobs            | Wim Van Rengen         | Kim Baetens         |
| 2000 | Luc De Duytsche       | Jeroen Das             | Steven De Neef      |
| 2001 | Iljo Keisse           | Steven Dechamps        | Jurgen Van Loocke   |
| 2002 | Steven Dechamps       | Luc De Duytsche        | Iljo Keisse         |
| 2003 | Iljo Keisse           | Wouter Van Mechelen    | Jurgen Van Loocke   |
| 2004 | Steve Schets          | Andries Verspeeten     | John Van Den Abeele |
| 2006 | Iljo Keisse           | Davy Tuytens           | Dominique Cornu     |
| 2007 | Kenny De Ketele       | Davy Tuytens           | Steven De Neef      |
| 2008 | Iljo Keisse           | Kenny De Ketele        | Davy Tuytens        |
| 2009 | Iljo Keisse           | Kenny De Ketele        | Davy Tuytens        |
| 2010 | Ingmar De Poortere    | Steve Schets           | Jonathan Breyne     |
| 2011 | Ingmar De Poortere    | Gert-Jan Van Immerseel | Steven De Neef      |
| 2012 | Dominique Cornu       | Jochen Deweer          | Stijn De Pauw       |
| 2013 | Jasper De Buyst       | Iljo Keisse            | Otto Vergaerde      |
| 2014 | Moreno De Pauw        | Otto Vergaerde         | Dominique Cornu     |
| 2015 | Laurent Evrard        | Jasper De Buyst        | Moreno De Pauw      |
| 2016 | Moreno De Pauw        | Jonas Rickaert         | Robbe Ghys          |
| 2017 | Robbe Ghys            | Lindsay De Vylder      | Kenny De Ketele     |
| 2018 | Fabio Van Den Bossche | Stijn Steels           | Moreno De Pauw      |
| 2019 | Kenny De Ketele       | Sasha Weemaes          | Jules Hesters       |

### Meio fundo
| Ano  | Vencedor         | Segundo          | Terceiro        |
| ---- | ---------------- | ---------------- | --------------- |
| 1957 | Paul Depaepe     |                  |                 |
| 1959 | Paul Depaepe     |                  |                 |
| 1961 | Paul Depaepe     |                  |                 |
| 1963 | Leo Proost       | Paul Depaepe     | Raymond Impanis |
| 1964 | Leo Proost       |                  |                 |
| 1965 | Leo Proost       |                  |                 |
| 1966 | Leo Proost       |                  |                 |
| 1967 | Leo Proost       |                  |                 |
| 1968 | Leo Proost       | Theo Verschueren |                 |
| 1969 | Theo Verschueren | Leo Proost       |                 |
| 1970 | Theo Verschueren | Leo Proost       |                 |
| 1971 | Theo Verschueren |                  |                 |
| 1973 | Theo Verschueren | Romain Deloof    |                 |
| 1974 | Romain Deloof    | Theo Verschueren |                 |
| 1975 | Désattribué      | Willy Debosscher | Lucien Zelck    |
| 1976 | Julien Stevens   | Hugo Van Gastel  |                 |
| 1977 | Willy Debosscher | Georges Vallaste | Hugo Van Gastel |

### Derny
| Ano  | Vencedor            | Segundo         | Terceiro     |
| ---- | ------------------- | --------------- | ------------ |
| 1963 | Rik Van Steenbergen | Leo Proost      | Paul Depaepe |
| 1979 | Rik Van Linden      | Ronald De Witte | Stan Girado  |
| 2007 | Kenny De Ketele     |                 |              |
| 2008 | Kenny De Ketele     |                 |              |
| 2009 | Kenny De Ketele     |                 |              |
| 2010 | Tim Mertens         |                 |              |
| 2011 | Iljo Keisse         |                 |              |
| 2012 | Jonathan Breyne     |                 |              |

### Keirin
| Ano    | Vencedor           | Segundo             | Terceiro             |
| ------ | ------------------ | ------------------- | -------------------- |
| 2000   | Björn Nachtergaele | Dimitri De Fauw     | Wim Van Rengen       |
| 2001   | Björn Nachtergaele | Dimitri De Fauw     | Wim Beirnaert        |
| 2003   | Dimitri De Fauw    | Dominique Perissi   | Dominik Andries      |
| 2004   | Dominique Perissi  | John Van Den Abeele | Steve Schets         |
| 2012   | Kim Van Leemput    | Gertjan De Smet     | Jochen Deweer        |
| 2013   | Robin Venneman     | Joris Cornet        | Nicky Cocquyt        |
| 2014   | Joris Cornet       | Robin Venneman      | Lorenzo Blomme       |
| 2016-1 | Robin Venneman     | Joris Cornet        | Matthias Osei Vertez |
| 2016-2 | Ayrton De Pauw     | Arne De Groote      | Lorenzo Blomme       |
| 2017   | Jules Hesters      | Robbe Snels         | Maths Heinderson     |
| 2018   | Ayrton De Pauw     | Dominik Litvinov    | Daivy Sclacmender    |
| 2019   | Tuur Dens          | Gerald Nys          | Mathias Lefeber      |

### Quilómetro
| Ano    | Vencedor            | Segundo           | Terceiro           |
| ------ | ------------------- | ----------------- | ------------------ |
| 1966   | Paul Seye           |                   |                    |
| 1967   | Daniel Goens        |                   |                    |
| 1968   | Dirk Baert          |                   |                    |
| 1969   | Willy De Bosscher   |                   |                    |
| 1970   | Georges Claes       |                   |                    |
| 1971   | Manu Snellinx       |                   |                    |
| 1972   | Robert Maveau       |                   |                    |
| 1974   | Paul Clinckaert     |                   |                    |
| 1975   | Hugo Maréchal       |                   |                    |
| 1976   | Michel Vaarten      |                   |                    |
| 1977   | Michel Vaarten      |                   |                    |
| 1978   | Jean-Louis Baugnies |                   |                    |
| 1979   | Charles Jochums     |                   |                    |
| 1980   | Jan Blomme          |                   |                    |
| 1981   | Diederik Foubert    |                   |                    |
| 2001   | Dimitri De Fauw     |                   |                    |
| 2002   | Dimitri De Fauw     |                   |                    |
| 2003   | Dimitri De Fauw     |                   |                    |
| 2004   | Kenny De Ketele     |                   |                    |
| 2006   | Kenny De Ketele     |                   |                    |
| 2007   | Kenny De Ketele     |                   |                    |
| 2008   | Tim Mertens         | Kenny De Ketele   | Nicky Cocquyt      |
| 2010   | Justin Van Hoecke   | Moreno De Pauw    | Ingmar De Poortere |
| 2011   | Joris Cornet        | Ken De Fauw       | Kieran De Fauw     |
| 2013-1 | Nicky Cocquyt       | Joris Cornet      | Gertjan De Smet    |
| 2013-2 | Moreno De Pauw      | Jonas Rickaert    | Nicky Cocquyt      |
| 2014   | Moreno De Pauw      | Edward Theuns     | Lionel Taminiaux   |
| 2015   | Moreno De Pauw      | Lionel Taminiaux  | Robin Venneman     |
| 2016   | Ayrton De Pauw      | Moreno De Pauw    | Robbe Ghys         |
| 2017   | Lindsay De Vylder   | Robbe Snels       | Rum Vandenbussche  |
| 2018   | Tuur Dens           | Nicolas Wernimont | Arthur Senrame     |
| 2019   | Nicolas Wernimont   | Tuur Dens         | Gerald Nys         |

### Omnium
| Ano    | Vencedor            | Segundo                       | Terceiro                         |
| ------ | ------------------- | ----------------------------- | -------------------------------- |
| 1942-1 | Albert Buysse       | Frans Cools                   | Achiel De Backer                 |
| 1942-2 | Frans Cools         | Karel Kaers                   | Achiel De Backer                 |
| 1943   | Frans Cools         | Rik Van Steenbergen           | Raoul Breuskin                   |
| 1944   | Rik Van Steenbergen | Frans Cools                   | Karel Kaers                      |
| 1955   | Rik Van Steenbergen | Leon Van Daele                | Lucien Acou                      |
| 1961   | Rik Van Steenbergen | Rik Van Looy                  | Leon Van Daele                   |
| 1963   | Rik Van Steenbergen | Hugo Scrayen                  | Willy Vannitsen                  |
| 1965   | Patrick Sercu       | Ludo Janssens                 | Hugo Scrayen                     |
| 1965   | Patrick Sercu       | Rik Van Steenbergen           | Robert Lelangue                  |
| 1966   | Patrick Sercu       | Joseph De Bakker Theo Mertens |                                  |
| 1968   | Patrick Sercu       | Ferdinand Bracke              | Theo Verschueren                 |
| 1969   | Robert Lelangue     | Romain Deloof                 | Émile Severeyns Theo Verschueren |
| 1969   | Jean-Pierre Monseré | Paul Crapez                   | Roger De Vlaeminck               |
| 1970   | Patrick Sercu       | Roger De Vlaeminck            | Ferdinand Bracke                 |
| 1971   | Patrick Sercu       | Dirk Baert                    | Roger De Vlaeminck               |
| 1974   | Patrick Sercu       | Dirk Baert                    | Eddy Merckx                      |
| 1974   | Patrick Sercu       | Dirk Baert                    | Walter Godefroot                 |
| 1975   | Patrick Sercu       | Dirk Baert                    | Rik Van Linden                   |
| 1977   | Patrick Sercu       | Freddy Maertens               | Dirk Baert Ferdinand Bracke      |
| 1978   | Patrick Sercu       | Dirk Baert                    | Ferdi Van Den Haute              |
| 1979   | Patrick Sercu       | Michel Vaarten                | Fons De Wolf                     |
| 1980   | Ferdi Van Den Haute | Walter Schoonjans             | Dirk Heirweg                     |
| 1981   | Stan Girado         | Michel Vaarten                | Willy Debosscher                 |
| 1982   | Patrick Sercu       | Jean-Luc Vandenbroucke        | Stan Girado                      |
| 1983   | Ferdi Van Den Haute | Jean-Luc Vandenbroucke        | Michel Vaarten                   |
| 1984   | Dirk Baert          | Ferdi Van Den Haute           | Romain Costermans                |
| 1985   | Michel Vaarten      | Stan Girado                   | Ferdi Van Den Haute              |
| 1986   | Etienne De Wilde    | Romain Costermans             | Michel Vaarten                   |
| 1988   | Etienne De Wilde    | Johan Bruyneel                | Luc Colijn                       |
| 1990   | Rik Van Slycke      | Luc Colijn                    | Kurt Onclin                      |
| 1990   | Sammie Moreels      | Luc Colijn                    | Johan Bruyneel                   |
| 1996   | Wim Van Rengen      | Olivier Louchaert             | Steven De Neef                   |
| 1998   | Peter Van Petegem   | Frank Corvers                 | Etienne De Wilde                 |
| 1999   | Steven De Neef      | Manu Lhoir                    | Paul Van Hyfte                   |
| 2001   | Jan Meeusen         | Dimitri De Fauw               | Christof Marien                  |
| 2001   | Wouter Van Mechelen | Steven De Neef                | Dimitri De Fauw                  |
| 2003   | Wouter Van Mechelen | Iljo Keisse                   | Dimitri De Fauw                  |
| 2004   | Ingmar De Poortere  | Andries Verspeeten            | Kenny De Ketele                  |
| 2005   | Tim Mertens         | Kenny De Ketele               | Nicky Cocquyt                    |
| 2006   | Dimitri De Fauw     | Steve Schets                  | Kenny De Ketele                  |
| 2007   | Kenny De Ketele     | Tim Mertens                   | Dimitri De Fauw                  |
| 2009   | Tim Mertens         | Nicky Cocquyt                 | Kenny De Ketele                  |
| 2010   | Nicky Cocquyt       | Ingmar De Poortere            | Moreno De Pauw                   |
| 2011   | Nicky Cocquyt       | Jonathan Breyne               | Ingmar De Poortere               |
| 2012   | Gijs Van Hoecke     | Moreno De Pauw                | Dominique Cornu                  |
| 2012   | Moreno De Pauw      | Jonas Rickaert                | Nicky Cocquyt                    |
| 2013   | Moreno De Pauw      | Jonas Rickaert                | Nicky Cocquyt                    |
| 2015   | Moreno De Pauw      | Joris Cornet                  | Lionel Taminiaux                 |
| 2016   | Moreno De Pauw      | Bryan Boussaer                | Otto Vergaerde                   |
| 2017   | Moreno De Pauw      | Jonas Rickaert                | Lindsay De Vylder                |
| 2018   | Lindsay De Vylder   | Fabio Van den Bossche         | Jules Hesters                    |
| 2019   | Lindsay De Vylder   | Gerben Thijssen               | Kenny De Ketele                  |

### Perseguição
| Ano  | Vencedor                | Segundo               | Terceiro                     |
| ---- | ----------------------- | --------------------- | ---------------------------- |
| 1939 | Karel Kaers             | Felicien Vervaecke    | Joseph Somers                |
| 1940 | Martin Van Den Broeck   | Joseph Wuytack        | Robert Naeye                 |
| 1941 | Maurice Clautier        | Raoul Breuskin        | Joseph Somers                |
| 1942 | Raoul Breuskin          | Achiel De Backer      | Maurice Clautier             |
| 1943 | Raoul Breuskin          | Joseph Somers         | Albert Buysse                |
| 1944 | Rik Van Steenbergen     | Rene Adriaenssens     | Lucien Acou                  |
| 1945 | Rene Adriaenssens       | Rik Van Steenbergen   | Prosper Depredomme           |
| 1946 | Rene Adriaenssens       | Marcel Lavaux         | Jaak Engelen                 |
| 1947 | Rene Adriaenssens       | Achiel De Backer      | Martin Van Den Broeck        |
| 1948 | Achiel De Backer        | Rene Adriaenssens     | Rik Van Steenbergen          |
| 1949 | Léon Jomaux             | Rene Adriaenssens     | Joseph Debeuckelaer          |
| 1950 | Joseph Debeuckelaer     | Maurice Blomme        | Frans Gielen                 |
| 1951 | Joseph Debeuckelaer     | Frans Gielen          | Maurice Blomme               |
| 1952 | Raphael Glorieux        | Joseph Debeuckelaer   | Georges Van Brabante         |
| 1953 | Raphael Glorieux        | Joseph Debeuckelaer   | Henri Jochums                |
| 1954 | Paul Depaepe            | Raphael Glorieux      | Frans Gielen                 |
| 1955 | Paul Depaepe            | Frans Gielen          | Raphael Glorieux             |
| 1956 | Jean Brankart           | Paul Depaepe          | Joseph Debeuckelaer          |
| 1957 | Julien Van Oostende     | Jose Thumas           | Gustaaf Van Vaerenbergh      |
| 1958 | Jean Brankart           | Julien Van Oostende   | Jose Thumas                  |
| 1959 | Jean Brankart           | Louis Proost          | Leo Proost                   |
| 1960 | Petrus Oellibrandt      | Leo Proost            | Jose Thumas                  |
| 1961 | Petrus Oellibrandt      | Barthelemy Gillard    | Jose Thumas                  |
| 1962 | Petrus Oellibrandt      | Barthelemy Gillard    | Leo Proost                   |
| 1963 | Hugo Scrayen            | Albert Covens         | Petrus Oellibrandt           |
| 1964 | Hugo Scrayen            | Romain Deloof         | Ferdinand Bracke             |
| 1965 | Ferdinand Bracke        | Roger De Breuker      | Hugo Scrayen                 |
| 1966 | Theo Mertens            | Herman Van Loo        | Jean Walschaerts             |
| 1967 | Ferdinand Bracke        | Hubert Criel          | Romain Robben                |
| 1968 | Julien Stevens          | Joseph Henikenne      | Herman Stevens               |
| 1969 | Norbert Seeuws          | Theo Mertens          | Robert Lelangue              |
| 1970 | Dirk Baert              | Paul Crapez           | Herman Vrijders              |
| 1971 | Paul Crapez             | Dirk Baert            | Herman Vrijders              |
| 1972 | Ferdinand Bracke        | Dirk Baert            | Paul Crapez                  |
| 1973 | Ferdinand Bracke        | Dirk Baert            | Georges Vallaste             |
| 1974 | Dirk Baert              | Ferdinand Bracke      | Ernest Bens                  |
| 1975 | Dirk Baert              | Marc Steels           | Dieudonne Depireux           |
| 1976 | Dirk Baert              | Ferdi Van Den Elevada | Christian De Buysschere [ca] |
| 1977 | Dirk Baert              | Marc Meernhout        |                              |
| 1981 | Dirk Baert              | Jean-Louis Baugnies   | Leo Van Thielen              |
| 1982 | Stan Girado             | Luc Govaerts          | Dirk Baert                   |
| 1988 | Benjamin Van Itterbeeck | Peter Roes            | Luc Colijn                   |
| 1989 | Lorenzo Lapage          | Ronny Vlassaks        | Patrick De Wael              |
| 1990 | Luc Govaerts            | Johnny Macharis       |                              |
| 1994 | Gunther De Winne        | Frank Corvers         | Marc Streel                  |
| 1995 | Marc Streel             | Piet Vervinckt        | Laurent De Paoli             |
| 1996 | Cedric Flasse           | Anton Vermaerke       | Alain Garnier                |
| 1997 | Tim De Peuter           | Luc De Duytsche       | Laurent De Paoli             |
| 1998 | Luc De Duytsche         | Laurent De Paoli      | Wim Van Rengen               |
| 1999 | Kim Baetens             | Jan Meeusen           | Wim Van Rengen               |
| 2000 | Jan Meeusen             | Wouter Van Mechelen   | Tim De Peuter                |
| 2001 | Bert Roesems            | Dimitri De Fauw       | Jurgen Van Loocke            |
| 2002 | John Van Den Abeele     | Iljo Keisse           | Andries Verspeeten           |
| 2003 | Iljo Keisse             | Dimitri De Fauw       | Wouter Van Mechelen          |
| 2004 | Kenny De Ketele         | John Van Den Abeele   | Steve Schets                 |
| 2006 | Dominique Cornu         | Kenny De Ketele       | Tim Mertens                  |
| 2007 | Dominique Cornu         | Ingmar De Poortere    | Kenny De Ketele              |
| 2007 | Dominique Cornu         | Kenny De Ketele       | Ingmar De Poortere           |
| 2008 | Kenny De Ketele         | Ingmar De Poortere    | Maarten Vlasselaer           |
| 2010 | Dominique Cornu         | Ingmar De Poortere    | Jonathan Dufrasne            |
| 2011 | Jonathan Dufrasne       | Ingmar De Poortere    | Gijs Van Hoecke              |
| 2012 | Dominique Cornu         | Gijs Van Hoecke       | Ingmar De Poortere           |
| 2013 | Jonas Rickaert          | Niels Vanderaerden    | Edward Theuns                |
| 2014 | Dominique Cornu         | Edward Theuns         | Victor Campenaerts           |
| 2015 | Jonathan Dufrasne       | Victor Campenaerts    | Bryan Boussaer               |
| 2016 | Victor Campenaerts      | Bryan Boussaer        | Guillaume Seye               |
| 2017 | Bryan Boussaer          | Sasha Weemaes         | Matthias Van Beethoven       |
| 2018 | Bryan Boussaer          | Killian Michiels      | Ruben Apers                  |
| 2019 | Rune Herregodts         | Sasha Weemaes         | Bryan Boussaer               |

### Perseguição por equipas
- 2007 : Tim Mertens, Ingmar De Poortere, Kenny De Ketele & Steve Schets
- 2008 : Tim Mertens, Ingmar De Poortere, Kenny De Ketele & Dominique Cornu
- 2009 : Tim Mertens, Ingmar De Poortere, Stijn Steels, & Jeroen Lepla
- 2010 : Jonathan Dufrasne, Ingmar De Poortere, Kenny De Ketele & Steve Schets
- 2011 : Jonathan Dufrasne, Ingmar De Poortere, Gijs Van Hoecke & Justin Van Hoecke

- 2006 : Tim Mertens, Ingmar De Poortere, Kenny De Ketele & Steve Schets
- 2007 : Tim Mertens, Ingmar De Poortere, Kenny De Ketele & Dominique Cornu
- 2010 : Jonathan Dufrasne, Ingmar De Poortere, Kenny De Ketele & Steve Schets
- 2011 : Jonathan Dufrasne, Ingmar De Poortere, Gijs Van Hoecke & Justin Van Hoecke

- 2013 : Tiesj Benoot, Aimé De Gendt, Jonas Rickaert & Otto Vergaerde

### Scratch
| Ano  | Vencedor            | Segundo               | Terceiro                  |
| ---- | ------------------- | --------------------- | ------------------------- |
| 2002 | Steven Dechamps     | John Van Den Abeele   | Iljo Keisse               |
| 2003 | Dimitri De Fauw     | Iljo Keisse           | Jurgen Van Loocke         |
| 2004 | John Van Den Abeele | Danny Van Capellen    | Steve Schets              |
| 2006 | Steve Schets        | Davy Tuytens          | Tim Mertens               |
| 2007 | Ingmar De Poortere  | Kenny De Ketele       | Tom Oerlemans             |
| 2008 | Tim Mertens         | Nicky Cocquyt         | Steve Schets              |
| 2009 | Tim Mertens         | Nicky Cocquyt         | Steve Schets              |
| 2010 | Tim Mertens         | Steve Schets          | Moreno De Pauw            |
| 2011 | Iljo Keisse         | Ingmar De Poortere    | Steven De Neef            |
| 2012 | Dominique Cornu     | Jochen Deweer         | Steve Schets              |
| 2013 | Iljo Keisse         | Otto Vergaerde        | Lindsay De Vylder         |
| 2014 | Killian Michiels    | Moreno De Pauw        | Francesco Van Coppernolle |
| 2015 | Moreno De Pauw      | Nicky Cocquyt         | Francesco Van Coppernolle |
| 2016 | Bryan Boussaer      | Moreno De Pauw        | Jochen Deweer             |
| 2017 | Moreno De Pauw      | Lindsay De Vylder     | Robbe Ghys                |
| 2018 | Robbe Ghys          | Fabio Van den Bossche | Killian Michiels          |
| 2019 | Lindsay De Vylder   | Robbe Ghys            | Fabio Van den Bossche     |

### Velocidade
| Ano  | Vencedor             | Segundo                      | Terceiro                          |
| ---- | -------------------- | ---------------------------- | --------------------------------- |
| 1894 | Émile Huet           | Gaston Caem                  | Detchemendy                       |
| 1895 | Émile Huet           |                              |                                   |
| 1898 | Charles Van Den Born | Arthur Deleu                 | Depage                            |
| 1899 | Louis Grogna         | Jean Broka                   | Thibeau                           |
| 1900 | Claude Leclercq      | Edmond Michiels              | Arthur Deleu                      |
| 1901 | Charles Van Den Born | Louis Grogna                 | Arthur Deleu                      |
| 1903 | Louis Grogna         | Charles Van Den Born         | Josef Hoevenaers                  |
| 1904 | Ernest Massart       | Charles Van Den Born         | Edmond Michiels                   |
| 1905 | Charles Van Den Born |                              |                                   |
| 1906 | Charles Van Den Born | Auguste Carremans            | Julien Lootens                    |
| 1907 | Charles Van Den Born | Albert Herent                | Hubert Wilmots                    |
| 1908 | Charles Van Den Born | Hubert Wilmots               | Émile Otto                        |
| 1909 | Charles Van Den Born | Edmond Michiels              | Arthur Deleu                      |
| 1910 | Albert Herent        | Émile Otto                   | Arthur Deleu                      |
| 1911 | Hubert Wilmots       | Émile Otto                   | Jos Van Bever                     |
| 1912 | Émile Otto           | Jos Van Bever                | Hubert Wilmots                    |
| 1913 | Jos Van Bever        | Émile Otto                   | Vincent Reychler                  |
| 1914 | Émile Otto           | Jos Van Bever                | Edmond Michiels                   |
| 1919 | Jos Van Bever        | Jean Louis                   | Émile Otto                        |
| 1920 | Jos Van Bever        | Jean Louis                   | Alois De Graeve                   |
| 1921 | Jules Dossche        | Jos Van Bever                | Jean Louis                        |
| 1922 | Alois De Graeve      | Jos Van Bever                | Jules Dossche                     |
| 1923 | Alois De Graeve      | Pierre Rielens               | Jean Louis                        |
| 1924 | Alois De Graeve      | Jean Louis                   | Albert Debunne                    |
| 1925 | Alois De Graeve      | Maurice Dewolf               | Oscar Daemers                     |
| 1926 | Émile Otto           | Henri Duray                  | Oscar Daemers                     |
| 1927 | Alois De Graeve      | Pierre Rielens               | Pierre Degelas                    |
| 1928 | Alois De Graeve      | Jean Zauns (ned)             | Maurice Dewolf                    |
| 1929 | Alois De Graeve      | Jacques Arlet                | Jean Zauns                        |
| 1930 | Jacques Arlet        | Alois De Graeve              | Jef Scherens                      |
| 1931 | Jef Scherens         | Jacques Arlet                | Alois De Graeve                   |
| 1932 | Jef Scherens         | Jacques Arlet                | Alois De Graeve                   |
| 1933 | Jef Scherens         | Jacques Arlet                | Alois De Graeve                   |
| 1934 | Jef Scherens         | Francois Huybrechts          | Karel Kaers                       |
| 1935 | Jef Scherens         | Jacques Arlet                | Karel Kaers                       |
| 1936 | Jef Scherens         | Jacques Arlet                | Karel Kaers                       |
| 1937 | Jef Scherens         | Jacques Arlet                | Karel Kaers                       |
| 1938 | Jef Scherens         | Jacques Arlet                | Raymond Masy                      |
| 1939 | Jef Scherens         | Frans Cools                  | Karel Kaers                       |
| 1940 | Frans Cools          | Jef Scherens                 | Achiel Bruneel                    |
| 1941 | Jef Scherens         | Karel Kaers                  | Frans Cools                       |
| 1942 | Jef Scherens         | Émile Gosselin               | Frans Cools                       |
| 1943 | Émile Gosselin       | Jef Scherens                 | Jozef Ceuppens                    |
| 1944 | Jef Scherens         | Émile Gosselin               | Frans Van Looveren                |
| 1945 | Jef Scherens         | Frans Van Looveren           | Frans Cools                       |
| 1946 | Jef Scherens         | Émile Gosselin               | Frans Van Looveren                |
| 1947 | Jef Scherens         | Frans Van Looveren           | Émile Gosselin                    |
| 1948 | Frans Van Looveren   | Émile Gosselin               | Raymond Pauwels                   |
| 1949 | Raymond Pauwels      | Jef Scherens                 | Frans Van Looveren                |
| 1950 | Raymond Pauwels      | Émile Gosselin               | Jef Scherens                      |
| 1951 | Émile Gosselin       | Raymond Pauwels              | Pierre Nihant                     |
| 1952 | Émile Gosselin       | Raymond Pauwels              | Pierre Nihant                     |
| 1953 | Émile Gosselin       | Raymond Pauwels              | Jan Verbruggen                    |
| 1954 | Émile Gosselin       | Leo Buyst                    | Edward Vandevelde                 |
| 1955 | Émile Gosselin       | Rik Van Steenbergen          | Willy Vannitsen                   |
| 1956 | Émile Gosselin       | Willy Vannitsen              | Pierre Gosselin                   |
| 1957 | Joseph De Bakker     | Willy Vannitsen              | Willy Lauwers                     |
| 1958 | Joseph De Bakker     | Rik Van Steenbergen          | Clement Leemans                   |
| 1959 | Joseph De Bakker     |                              |                                   |
| 1960 | Joseph De Bakker     | Willy Vannitsen              | Frans Aerenhouts                  |
| 1961 | Joseph De Bakker     | Leo Sterckx                  | Jan Lambrechts                    |
| 1962 | Joseph De Bakker     | Jan Lambrechts               | Valère Frennet                    |
| 1963 | Joseph De Bakker     | Leo Sterckx                  | Valère Frennet                    |
| 1964 | Leo Sterckx          | Joseph De Bakker             | Valère Frennet                    |
| 1965 | Patrick Sercu        | Joseph De Bakker Leo Sterckx |                                   |
| 1966 | Joseph De Bakker     | Valère Frennet               |                                   |
| 1967 | Patrick Sercu        | Joseph De Bakker             | Roger Vandenbergh                 |
| 1968 | Patrick Sercu        | Valère Frennet               | Roger Vandenbergh                 |
| 1969 | Patrick Sercu        | Robert Van Lancker           | Roger Vandenbergh                 |
| 1970 | Robert Van Lancker   | Joseph Henikenne             | Willy Debosscher                  |
| 1971 | Robert Van Lancker   | Willy Debosscher             |                                   |
| 1972 | Robert Van Lancker   | Willy Debosscher             |                                   |
| 1973 | Robert Van Lancker   | Willy Debosscher             |                                   |
| 1974 | Robert Van Lancker   | Andre Demol                  |                                   |
| 1975 | Rafael Constante     | Robert Van Lancker           | Bernard Bourguignon               |
| 1976 | Robert Van Lancker   | Rafael Constante             | Wilfried Reybrouck                |
| 1977 | Willy Debosscher     | Lucien Zelck                 | Benny Schepmans                   |
| 1981 | Michel Vaarten       | Willy Debosscher             | Leo Van Thielen                   |
| 1982 | Michel Vaarten       | Willy Debosscher             | Fons Van Dessel                   |
| 1993 | Eric Schoefs         | Dominique Dejosé             | Mario Ghyselinck                  |
| 1994 | Eric Schoefs         |                              |                                   |
| 1995 | Eric Schoefs         | Wim Van Rengen               | Björn Nachtergaele                |
| 1996 | Wim Van Rengen       | Koen Versprille              | Björn Nachtergaele                |
| 1997 | Mario Ghyselinck     | Koen Versprille              | Wim Van Rengen                    |
| 1998 | Luc De Duytsche      | Wim Van Rengen               | Steven Dechamps                   |
| 1999 | Wim Van Rengen       | Kim Baetens                  | Mario Ghyselinck                  |
| 2000 | Dimitri De Fauw      | Mario Ghyselinck             | Björn Nachtergaele                |
| 2001 | Dimitri De Fauw      | Mario Ghyselinck             | Iljo Keisse                       |
| 2002 | Dimitri De Fauw      | Jan Van Den Steen            | Vincent Van Thielen               |
| 2003 | Dimitri De Fauw      | Dominique Perissi            | Dominik Andries                   |
| 2004 | Dominique Perissi    | Kevin Lemarchand             | Andries Verspeeten                |
| 2012 | Kim Van Leemput      | Gertjan De Smet              | Kevin De Roeck Sam Van de Mieroop |
| 2016 | Robin Venneman       | Matthias Osei Vertez         | Glenn Rotty                       |
| 2017 | Ayrton De Pauw       | Gerald Nys                   | Pieter Develtere                  |
| 2018 | Ayrton De Pauw       | Mathias Lefeber              | Arne De Groote                    |
| 2019 | Gerald Nys           | Mathias Lefeber              | Dominik Litvinov                  |

### Velocidade por equipas
- 2013 : Laurent Wernimont, Otto Vergaerde & Robin Venneman

## Palmarés feminino

### 500 metros
| Ano  | Vencedor             | Segundo              | Terceiro            |
| ---- | -------------------- | -------------------- | ------------------- |
| 1993 | Patsy Maegerman      | Annick Geeraert      | Veronique Coene     |
| 1994 | Annick Geeraert      | Evelyne Baert        | Veronique Coene     |
| 1995 | Annick Geeraert      | Evelyne Baert        | Ano Philipsen       |
| 1996 | Annick Geeraert      | Evy Van Damme        | Linda Troyekens     |
| 1997 | Annick Geeraert      | Ano Philipsen        | Linda Troyekens     |
| 1998 | Annick Geeraert      | Linda Troyekens      | Ano Philipsen       |
| 2000 | Evy Van Damme        | Sandra Degueldre     | Veronique Coene     |
| 2001 | Ingeborg Marx        | Nele Van Den Bossche | Veronique Coene     |
| 2003 | Karen Verbeek        | Kim Schoonbaert      | Allyson Flohimont   |
| 2006 | Jolien De Hoore      | Kelly Druyts         | Elke Vanderhauwaert |
| 2007 | Jolien De Hoore      | Kelly Druyts         | Elke Vanderhauwaert |
| 2008 | Jolien De Hoore      | Kelly Druyts         | Jessie Daams        |
| 2009 | Jolien De Hoore      | Kelly Druyts         | Jessie Daams        |
| 2010 | Jolien De Hoore      | Kelly Druyts         | Morgane Van Lierde  |
| 2011 | Gilke Croket         | Morgane Van Lierde   | Cynthia Bracke      |
| 2012 | Nathalie Verschelden | Sarah Inghelbrecht   | Shana Dalving       |
| 2013 | Kelly Druyts         | Els Belmans          | Lotte Kopecky       |
| 2014 | Kelly Druyts         | Nicky Degrendele     | Catherine Wernimont |
| 2015 | Jolien De Hoore      | Catherine Wernimont  | Lenny Druyts        |
| 2016 | Jolien De Hoore      | Catherine Wernimont  | Lenny Druyts        |
| 2017 | Nicky Degrendele     | Annelies Dom         | Gilke Croket        |

### Corrida por pontos
| Ano  | Vencedor             | Segundo         | Terceiro               |
| ---- | -------------------- | --------------- | ---------------------- |
| 1992 | Patsy Maegerman      | Kristel Werckx  | Véronique Schurman     |
| 1993 | Kristel Werckx       | Patsy Maegerman | Ilse Robberecht        |
| 1994 | Kristel Werckx       | Evelyne Baert   | Ellen Plas             |
| 1995 | Evelyne Baert        | Veronique Coene | Ano Philipsen          |
| 1996 | Veronique Coene      | Ano Philipsen   | Evy Van Damme          |
| 1997 | Maria Coomans        | Veronique Coene | Ruth Demeyer           |
| 1998 | Linda Troyekens      | Kim Van Gastel  | Godelieve Jansens      |
| 1999 | Evy Van Damme        | Maria Coomans   | Annick Geeraert        |
| 2000 | Evy Van Damme        | Ursula Dauwe    | Veronique Coene        |
| 2001 | Nele Van Den Bossche | Veronique Coene | Kim Van Gastel         |
| 2003 | Lêem Van Kerckhoven  | Fauve Defloor   | Laurance Melys         |
| 2006 | Hannah Verhaeghe     | Kelly Druyts    | Jolien De Hoore        |
| 2007 | Kelly Druyts         | Jolien De Hoore | Annelies Van Doorslaer |
| 2008 | Sharon Vandromme     | Jessie Daams    | Jolien De Hoore        |
| 2009 | Kelly Druyts         | Jolien De Hoore | Jessie Daams           |
| 2010 | Jessie Daams         | Jolien De Hoore | Kelly Druyts           |
| 2011 | Kelly Druyts         | Gilke Croket    | Sarah Inghelbrecht     |
| 2012 | Els Belmans          | Shauni Corthout | Steffi Lodewijks       |
| 2013 | Kelly Druyts         | Gilke Croket    | Lotte Kopecky          |
| 2014 | Demmy Druyts         | Lotte Kopecky   | Gilke Croket           |
| 2015 | Jolien De Hoore      | Lotte Kopecky   | Jesse Vandenbulcke     |
| 2016 | Lotte Kopecky        | Annelies Dom    | Kaat Van Der Meulen    |
| 2017 | Annelies Dom         | Lotte Kopecky   | Saartje Vandenbroucke  |
| 2018 | Lotte Kopecky        | Annelies Dom    | Gilke Croket           |
| 2019 | Jolien De Hoore      | Lotte Kopecky   | Shari Bossuyt          |

### Keirin
| Ano  | Vencedor              | Segundo             | Terceiro            |
| ---- | --------------------- | ------------------- | ------------------- |
| 2007 | Kelly Druyts          | Jolien De Hoore     | Elke Vanderhauwaert |
| 2008 | Kelly Druyts          | Jolien De Hoore     | Myriam Jacotey      |
| 2009 | Dorien Van Der Velden | Jannis Bal          | Sarah Inghelbrecht  |
| 2010 | Eline De Roover       | Morgane Van Lierde  | Shauni Corthout     |
| 2011 | Gilke Croket          | Sarah Inghelbrecht  | Morgane Van Lierde  |
| 2013 | Sarah Inghelbrecht    | Shana Dalving       | Molly Meyvisch      |
| 2013 | Nicky Degrendele      | Catherine Wernimont | Lotte Kopecky       |
| 2014 | Nicky Degrendele      | Catherine Wernimont | Lotte Kopecky       |
| 2015 | Nicky Degrendele      | Shana Dalving       | Catherine Wernimont |
| 2016 | Nicky Degrendele      | Catherine Wernimont | Sarah Inghelbrecht  |
| 2017 | Nicky Degrendele      | Shari Bossuyt       | Gilke Croket        |
| 2018 | Katrijn De Clercq     | Sara Maes           | Dina Scavone        |

### Omnium
| Ano  | Vencedor             | Segundo              | Terceiro            |
| ---- | -------------------- | -------------------- | ------------------- |
| 1987 | Marie-Line Hajdu     | Martine Schotte      | Kristel Werckx      |
| 1988 | Kristel Werckx       | Martine Schotte      | Godelieve Jansens   |
| 1989 | Kristel Werckx       | Godelieve Jansens    | Martine Schotte     |
| 1991 | Kristel Werckx       | Véronique Schurman   | Martine Schotte     |
| 1992 | Kristel Werckx       | Patsy Maegerman      | Véronique Schurman  |
| 1993 | Patsy Maegerman      | Annick Geeraert      | Ursula Dauwe        |
| 1994 | Kristel Werckx       | Nana Steenssens      | Annick Geeraert     |
| 1995 | Evelyne Baert        | Nana Steenssens      | Veronique Coene     |
| 1996 | Evelyne Baert        | Ano Philipsen        | Ruth Demeyer        |
| 1996 | Ano Philipsen        | Lensy Debboudt       | Veronique Coene     |
| 1997 | Linda Troyekens      | Ano Philipsen        | Evy Van Damme       |
| 1998 | Evy Van Damme        | Linda Troyekens      | Ine Wannijn         |
| 1999 | Nele Van Den Bossche | Ine Wannijn          | Kathleen Vermeiren  |
| 2000 | Ine Wannijn          | Nele Van Den Bossche | Evy Van Damme       |
| 2001 | Nele Van Den Bossche | Ine Wannijn          | Sandra Degueldre    |
| 2003 | Karen Verbeek        | Laurance Melys       | Kim Schoonbaert     |
| 2004 | Karen Verbeek        | Kim Schoonbaert      | Jennifer De Merlier |
| 2007 | Jolien De Hoore      | Kelly Druyts         | Evelyn Arys         |
| 2007 | Kelly Druyts         | Evelyn Arys          | Jessie Daams        |
| 2008 | Eline De Roover      | Morgane Van Lierde   | Shauni Corthout     |
| 2009 | Kelly Druyts         | Morgane Van Lierde   | Jessie Daams        |
| 2010 | Jolien De Hoore      | Kelly Druyts         | Jessie Daams        |
| 2011 | Kelly Druyts         | Jessie Daams         | Els Belmans         |
| 2012 | Jolien De Hoore      | Kelly Druyts         | Els Belmans         |
| 2012 | Els Belmans          | Gilke Croket         | Shauni Corthout     |
| 2013 | Jolien De Hoore      | Kelly Druyts         | Els Belmans         |
| 2015 | Jolien De Hoore      | Lotte Kopecky        | Molly Meyvisch      |
| 2016 | Lotte Kopecky        | Kaat Van Der Meulen  | Catherine Wernimont |
| 2017 | Lotte Kopecky        | Kaat Van Der Meulen  | Gilke Croket        |
| 2018 | Lotte Kopecky        | Gilke Croket         | Shari Bossuyt       |
| 2019 | Shari Bossuyt        | Annelies Dom         | Jolien De Hoore     |

### Perseguição
| Ano  | Vencedor               | Segundo                | Terceiro               |
| ---- | ---------------------- | ---------------------- | ---------------------- |
| 1959 | Yvonne Reynders        | Victoria Van Nuffel    | Josette Cornelis       |
| 1960 | Marie-Thérèse Naessens | Yvonne Reynders        | Annie Vermeiren        |
| 1961 | Yvonne Reynders        | Marie-Thérèse Naessens | Rosa Sais              |
| 1962 | Marie-Thérèse Naessens | Yvonne Reynders        | Annie Vermeiren        |
| 1963 | Yvonne Reynders        | Marie-Thérèse Naessens | Victoria Van Nuffel    |
| 1964 | Marie-Thérèse Naessens | Yvonne Reynders        | Denise Bral            |
| 1965 | Yvonne Reynders        | Christiane Goeminne    | Marie-Thérèse Naessens |
| 1966 | Yvonne Reynders        | Christiane Goeminne    | Lisette Van Hout       |
| 1967 | Yvonne Reynders        | Christiane Goeminne    | Nicole Vandenbroeck    |
| 1969 | Suzanne Sohie          | Nicole Vandenbroeck    | Marguerita Dams        |
| 1974 | Nicole Vandenbroeck    | Christiane Goeminne    | Linda Rombouts         |
| 1975 | Nicole Vandenbroeck    | Linda Rombouts         | Christiane Goeminne    |
| 1976 | Nicole Vandenbroeck    | Viviane Bailly         | Yvonne Reynders        |
| 1977 | Nicole Vandenbroeck    | Yvonne Reynders        | Christiane Goeminne    |
| 1978 | Frieda Maes            | Maria Herrijgers       | Nicole Vandenbroeck    |
| 1979 | Chantal Van Havere     | Jenny De Smet          | Marie-Helene Schiffers |
| 1980 | Chantal Van Havere     | Jenny De Smet          | Marie-Helene Schiffers |
| 1981 | Gerda Sierens          | Jenny De Smet          | Marie-Jeanne Thijs     |
| 1982 | Jenny De Smet          | Marie-Jeanne Thijs     | Maria Kennes           |
| 1983 | Jenny De Smet          | Gerda Sierens          | Marie-Jeanne Thijs     |
| 1984 | Ano Callebout          | Jenny De Smet          | Christel Herremans     |
| 1985 | Ano Callebout          | Marie-Line Hajdu       | Sofia Commeyne         |
| 1986 | Agnes Dusart           | Marie-Line Hajdu       | Nele De Haene          |
| 1987 | Marie-Line Hajdu       | Agnes Dusart           | Kristel Werckx         |
| 1988 | Kristel Werckx         | Marie-Line Hajdu       | Véronique Schurman     |
| 1989 | Marie-Line Hajdu       | Els Mertens            | Véronique Schurman     |
| 1990 | Kristel Werckx         | Els Mertens            | Véronique Schurman     |
| 1991 | Kristel Werckx         | Véronique Schurman     | Sabine Snijers         |
| 1992 | Kristel Werckx         | Véronique Schurman     | Ellen Plas             |
| 1993 | Evelyne Baert          | Cindy Pieters          | Ellen Plas             |
| 1994 | Kristel Werckx         | Sofie Dooghe           | Annick Geeraert        |
| 1995 | Evelyne Baert          | Ellen Plas             |                        |
| 1996 | Linda Troyekens        | Veronique Coene        | Jessie Vlieghe         |
| 1997 | Linda Troyekens        | Ruth Demeyer           | Sandra Degueldre       |
| 1998 | Linda Troyekens        | Kathleen Vermeiren     | Kim Van Gastel         |
| 2000 | Evy Van Damme          | Nana Steenssens        | Sandra Degueldre       |
| 2001 | Nele Van Den Bossche   | Veronique Coene        | Hilde Van Deun         |
| 2003 | Karen Verbeek          | Laurance Melys         | Goedele Van Den Steen  |
| 2006 | Kelly Druyts           | Jolien De Hoore        | Hannah Verhaeghe       |
| 2007 | Kelly Druyts           | Jolien De Hoore        | Evelyn Arys            |
| 2008 | Jolien De Hoore        | Evelyn Arys            | Kelly Druyts           |
| 2009 | Kelly Druyts           | Jessie Daams           | Sarah Inghelbrecht     |
| 2010 | Jolien De Hoore        | Jessie Daams           | Kelly Druyts           |
| 2011 | Kelly Druyts           | Jessie Daams           | Els Belmans            |
| 2012 | Els Belmans            | Steffi Lodewijks       | Gilke Croket           |
| 2013 | Lotte Kopecky          | Evelyn Arys            | Gilke Croket           |
| 2014 | Lotte Kopecky          | Gilke Croket           | Sarah Inghelbrecht     |
| 2015 | Jolien De Hoore        | Lotte Kopecky          | Annelies Dom           |
| 2016 | Lotte Kopecky          | Annelies Dom           | Sarah Inghelbrecht     |
| 2017 | Lotte Kopecky          | Annelies Dom           | Noa Selosse            |
| 2018 | Annelies Dom           | Shari Bossuy           | Isabelle Beckers       |
| 2019 | Jolien De Hoore        | Lotte Kopecky          | Annelies Dom           |

### Perseguição por equipas
| - 2008 : Kelly Druyts, Jolien De Hoore & Evelyn Arys - 2009 : Kelly Druyts, Jolien De Hoore & Jessie Daams - 2010 : Kelly Druyts, Jolien De Hoore & Jessie Daams - 2011 : Kelly Druyts, Els Belmans & Maaike Polspoel - 2012 : Shauni Corthout, Steffi Lodewijks & Eline De Roover - 2013 : Sarah Inghelbrecht, Gilke Croket & Stephanie De Croock |

### Scratch
| Ano  | Vencedor              | Segundo             | Terceiro             |
| ---- | --------------------- | ------------------- | -------------------- |
| 2003 | Fauve Defloor         | Karen Verbeek       | Laurance Melys       |
| 2007 | Jolien De Hoore       | Kelly Druyts        | Hannah Verhaeghe     |
| 2008 | Kelly Druyts          | Jessie Daams        | Sharon Vandromme     |
| 2009 | Jessie Daams          | Marie-Pierre Thonon | Gilke Croket         |
| 2010 | Jolien De Hoore       | Kelly Druyts        | Eline De Roover      |
| 2011 | Kelly Druyts          | Sarah Inghelbrecht  | Gilke Croket         |
| 2012 | Els Belmans           | Steffi Lodewijks    | Shauni Corthout      |
| 2013 | Shauni Corthout       | Sarah Inghelbrecht  | Nathalie Verschelden |
| 2013 | Gilke Croket          | Kelly Druyts        | Evelyn Arys          |
| 2014 | Kelly Druyts          | Lotte Kopecky       | Sarah Inghelbrecht   |
| 2015 | Jolien De Hoore       | Lotte Kopecky       | Kaat Van Der Meulen  |
| 2016 | Lotte Kopecky         | Gilke Croket        | Sarah Inghelbrecht   |
| 2017 | Lotte Kopecky         | Annelies Dom        | Gilke Croket         |
| 2018 | Saartje Vandenbroucke | Shari Bossuyt       | Annelies Dom         |
| 2019 | Jolien De Hoore       | Lotte Kopecky       | Gilke Croket         |

### Velocidade
| Ano  | Vencedor               | Segundo                | Terceiro                        |
| ---- | ---------------------- | ---------------------- | ------------------------------- |
| 1959 | Victoria Van Nuffel    | Yvonne Reynders        | Josette Cornelis                |
| 1960 | Marie-Thérèse Naessens | Victoria Van Nuffel    | Yvonne Reynders                 |
| 1961 | Marie-Thérèse Naessens | Yvonne Reynders        | Louisa Smits                    |
| 1962 | Marie-Thérèse Naessens | Annie Vermeiren        | Louisa Smits                    |
| 1963 | Marie-Thérèse Naessens | Louisa Smits           | Annie Vermeiren                 |
| 1964 | Louisa Smits           | Marie-Thérèse Naessens | Denise Bral                     |
| 1965 | Christiane Goeminne    | Marie-Thérèse Naessens | Louisa Smits                    |
| 1966 | Yvonne Reynders        | Simone Ellegeest       | Denise Bral Christiane Goeminne |
| 1967 | Christiane Goeminne    | Yvonne Reynders        | Micheline Stas                  |
| 1969 | Christiane Goeminne    | Suzanne Sohie          | Rosette Patoor                  |
| 1974 | Linda Rombouts         | Christiane Goeminne    | Renacida Ganneau                |
| 1975 | Christiane Goeminne    | Linda Rombouts         | Viviane Bailly                  |
| 1976 | Christiane Goeminne    | Linda Rombouts         | Viviane Bailly                  |
| 1977 | Viviane Bailly         | Christiane Goeminne    | Frieda Maes                     |
| 1977 | Frieda Maes            |                        | Viviane Bailly                  |
| 1979 | Frieda Maes            | Jenny De Smet          | Maria Hemmerechts               |
| 1979 | Claudine Vierstraete   | Maria Hemmerechts      |                                 |
| 1981 | Claudine Vierstraete   | Marie-Jeanne Thijs     | Christel Herremans              |
| 1982 | Claudine Vierstraete   | Christel Herremans     | Marie-Jeanne Thijs              |
| 1983 | Claudine Vierstraete   | Carine Dhondt          | Carine Deman                    |
| 1984 | Claudine Vierstraete   | Carine Dhondt          | Carine Deman                    |
| 1985 | Sofia Commeyne         |                        |                                 |
| 1986 | Claudine Vierstraete   | Marie-Line Hajdu       | Véronique Schurman              |
| 1987 | Kristel Werckx         | Jenny De Smet          | Marie-Line Hajdu                |
| 1988 | Kristel Werckx         | Véronique Schurman     | Marie-Line Hajdu                |
| 1989 | Martine Schotte        | Godelieve Jansens      | Nadine Fiers                    |
| 1990 | Kristel Werckx         | Godelieve Jansens      | Martine Schotte                 |
| 1991 | Kristel Werckx         | Patsy Maegerman        | Martine Schotte                 |
| 1992 | Patsy Maegerman        | Kristel Werckx         | Véronique Schurman              |
| 1993 | Kristel Werckx         | Patsy Maegerman        | Veronique Coene                 |
| 1994 | Annick Geeraert        | Kristel Werckx         | Sophie De Campos                |
| 1995 | Ano Philipsen          | Annick Geeraert        | Veronique Coene                 |
| 1996 | Annick Geeraert        | Ano Philipsen          | Kathleen Vermeiren              |
| 1997 | Annick Geeraert        | Ano Philipsen          | Kathleen Vermeiren              |
| 1998 | Ano Philipsen          | Linda Troyekens        | Annick Geeraert                 |
| 2000 | Evy Van Damme          | Sandra Degueldre       | Veronique Coene                 |
| 2001 | Ingeborg Marx          | Nele Van Den Bossche   | Veronique Coene                 |
| 2003 | Kim Schoonbaert        | Fauve Defloor          | Karen Verbeek                   |
| 2007 | Jolien De Hoore        | Elke Vanderhauwaert    | Jennifer De Merlier             |
| 2008 | Jolien De Hoore        | Myriam Jacotey         | Elodie Andre                    |
| 2009 | Elodie Andre           | Jannis Bal             | Eline De Roover                 |
| 2010 | Steffi Lodewijks       | Elodie Andre           | Eline De Roover                 |
| 2013 | Shana Dalving          | Nathalie Verschelden   | Sarah Inghelbrecht              |
| 2014 | Nicky Degrendele       | Catherine Wernimont    | Shana Dalving                   |
| 2017 | Nicky Degrendele       | Catherine Wernimont    | Noa Selosse                     |

### Velocidade por equipas
| - 2007 : Kelly Druyts & Jenifer De Merlier - 2008 : Kelly Druyts & Jolien De Hoore - 2009 : Kelly Druyts & Jolien De Hoore - 2010 : Kelly Druyts & Jolien De Hoore - 2011 : Gilke Croket & Morgane Van Lierde - 2012 : Shauni Corthout & Steffi Lodewijks - 2013 : Shana Dalving & Steffi Lodewyks |